# 千金ワールド
株式会社千金ワールド（せんきんワールド）は、かつて存在した日本の企業。本社所在地は川崎市川崎区小川町10-5（2008年2月25日より）。東京周辺で1000円ショップ「千金ワールド」を53店舗（2007年11月1日現在）展開していた。
創業は2003年8月。衣料品、靴、生活雑貨、インテリア、寝具、服飾雑貨、時計、香水、メンズ雑貨、玩具などを取り扱っていた。
2009年8月11日に自己破産した。帝国データバンクの調べによれば、負債総額は21億6300万円。

## テレビ番組
- 日経スペシャル ガイアの夜明け されど激安 ～驚き価格を仕掛ける新勢力～（2007年5月15日、テレビ東京）[3] - 新商品の開拓に遁走するバイヤー達の奮闘を取材。